# Servizio diplomatico lettone in esilio
Il servizio diplomatico lettone in esilio fu l'unico organo governativo della Repubblica di Lettonia che proseguì le sue attività durante l'occupazione nazista e sovietica della Lettonia nel periodo 1940-1991. I diplomatici lettoni di stanza nelle ambasciate e nei consolati al momento dell'occupazione nel 1940, si rifiutarono di riconoscere la situazione di fatto e di tornare nell'appena costituita RSS Lettone. Essi continuarono a rappresentare invece in maniera formale gli interessi della Lettonia nei paesi che non riconobbero la legittimità delle autorità sovietiche. Dopo il ripristino dell'indipendenza lettone nel 1991, i rappresentanti iniziarono a rispondere al restaurato Ministero degli affari esteri lettone.

## Contesto storico
La Lettonia fu occupata il 17 giugno 1940 dalle truppe dell'Armata Rossa e ufficialmente annessa all'URSS il 5 agosto 1940 come Repubblica Socialista Sovietica Lettone.
Un mese prima dell'occupazione, il 17 maggio 1940 il Consiglio dei Ministri concesse poteri straordinari a Kārlis Zariņš, ambasciatore della Lettonia nel Regno Unito. Il diplomatico fu autorizzato a difendere gli interessi della Lettonia, supervisionare il lavoro delle rappresentanze del Paese baltico all'estero e gestire le loro finanze e proprietà. Ciò costituì la base giuridica per il funzionamento del servizio diplomatico in assenza di un governo legittimo in Lettonia.
Gli Stati Uniti non riconobbero mai l'annessione né de iure né de facto degli Stati baltici, in conformità con i principi enucleati della dottrina Stimson (Dichiarazione del 23 luglio 1940 del Sottosegretario di Stato americano Sumner Welles): più di 50 paesi assunsero un punto di vista simile sulla questione.
Il lavoro del servizio diplomatico risultò finanziato dalle riserve auree lettoni presenti in banche estere.

## Attività
Durante l'occupazione, le missioni diplomatiche lettoni agirono ancora in Argentina, Brasile, Australia, Canada, Danimarca, Francia, Germania Ovest, Italia, Paesi Bassi, Norvegia, Spagna, Svezia, Svizzera, Regno Unito e Stati Uniti.
Il corpo rilasciò in maniera regolare dichiarazioni ufficiali sull'illegittimità della presenza sovietica in Lettonia, nonché sul diritto della stessa a ripristinare la propria sovranità nazionale. Si preoccupò di proteggere anche gli interessi dei cittadini lettoni all'estero e le proprietà. Nel 1947, fu inviata una comunicazione congiunta sull'occupazione degli Stati baltici alle Nazioni Unite dai diplomatici estoni, lettoni e lituani all'estero. Il cosiddetto Appello baltico alle Nazioni Unite (oggi "Associazione baltica alle Nazioni Unite") fu formato nel 1966.
Il 26 marzo 1949, il Dipartimento di Stato americano emise una circolare in cui affermava che gli stati baltici erano ancora nazioni indipendenti con i propri rappresentanti diplomatici.
Nel 1969 il consigliere lettone degli Stati Uniti Anatols Dinbergs firmò a nome della nazione lettone tra i leader di 73 paesi in tutto il mondo i messaggi di buona volontà dell'Apollo 11.
Ciononostante, alla Lettonia non fu permesso di stabilire un governo in esilio in nessun paese occidentale o di firmare la Dichiarazione delle Nazioni Unite (1942), come desideravano i rappresentanti internazionali del Paese baltico. Il ministero degli Esteri sovietico diede luogo a proteste formali contro le missioni diplomatiche ancora aperte a Washington DC e altrove. In Canada, l'elenco ufficiale dei diplomatici comprendeva gli uffici dell'Estonia, Lettonia e Lituania: un simile evento, all'inizio degli anni '60 costrinse l'ambasciata sovietica in Canada a rifiutarsi di ricevere le liste distribuite dal Dipartimento canadese degli affari esteri.
Verificatasi una situazione simile nel Regno Unito, si decise infine di escludere i diplomatici baltici dalla lista, ma come compromesso questi continuarono a vantare tutti i diritti riservati agli ambasciatori del Commonwealth.
Il servizio diplomatico lettone in esilio collaborò assiduamente con le organizzazioni affiliate alla diaspora lettone, anche al fine di scongiurare l'ipotesi che i paesi occidentali riconoscessero de iure o de facto l'annessione della Lettonia all'URSS. L'esistenza dell'SDL fu citata in seguito tra le motivazioni che, a parere di Riga, ne legittimavano la richiesta di riottenere l'indipendenza.

## Transizione del mandato dopo il ripristino dell'indipendenza
Il servizio diplomatico della Lettonia in esilio svolse un ruolo importante di congiuntura durante le fasi di restaurazione dell'indipendenza della Lettonia nel 1988-1990 e nel garantire la continuità giuridica tra il nuovo stato lettone indipendente e quello del periodo interbellico.
Il 21 agosto 1991, il parlamento lettone ripristinò ufficialmente la piena indipendenza del paese all'indomani del fallito putsch di agosto a Mosca. In seguito, ebbe luogo un ampio riconoscimento internazionale della restaurata indipendenza e le legazioni e i consolati del servizio diplomatico in esilio vennero subordinate al Ministero degli affari esteri lettone. Anatols Dinbergs, ultimo direttore del servizio diplomatico in esilio, fu promosso al grado di ambasciatore e rappresentante permanente presso le Nazioni Unite (settembre - dicembre 1991) nonché di rappresentante diplomatico negli USA (1991-1992).

## Direttori del servizio diplomatico lettone in esilio
- Kārlis Zariņš (Charles Zarine) (1940–1963)
- Arnolds Spekke (1963–1970)
- Anatols Dinbergs (1971–1991)